# Front Populaire Ivoirien
Die Front Populaire Ivoirien (Ivorische Volksfront, FPI) ist eine Partei der Elfenbeinküste.
Sie bekennt sich zum Sozialismus und war Mitglied der Sozialistischen Internationale, bis diese sie im März 2011 ausschloss. Das war eine Reaktion auf das Verhalten Laurent Gbagbos und der FPI während der Regierungskrise in der Elfenbeinküste 2010/2011. Ihr Vorsitzender ist Pascal Affi N’Guessan, der frühere Premierminister der Elfenbeinküste.
Printmedien, die der FPI nahestehen, sind Notre Voie und Le Courrier d’Abidjan.

## Geschichte
Sie wurde im Jahr 1982 im Untergrund durch Laurent Gbagbo und Simone Gbagbo gegründet und konstituierte sich als Partei im Jahr 1988. 1990 wurde sie dann auch als solche anerkannt.
Ihr Gründer Gbagbo wurde in einer heftig umstrittenen und von der Opposition boykottierten Präsidentenwahl am 22. Oktober 2000 zum Staatspräsidenten der Elfenbeinküste gewählt. Bei den Parlamentswahlen im Januar 2001 erreichte die FPI 96 der 225 zu vergebenden Sitze.
Pascal Affi N’Guessan ersetzte im Jahr 2001 Gbagbo, der nach seiner Wahl zum Staatspräsidenten vom Amt des Parteivorsitzenden zurücktrat.

## Bedeutende Parteimitglieder
- Simone Gbagbo
- Pascal Affi N’Guessan
- Laurent Akoun
- Michel Amani N’Guessan
- Gilbert Bleu-Lainé
- Émile Boga Doudou
- Bohoun Bouabré
- Sébastien Djédjé Dano
- Alphonse Douati
- Laurent Gbagbo
- Jean-Baptiste Gomont Diagou
- Mamadou Koulibaly
- Léon Emmanuel Monnet
- Hubert Oulaye
- Simone Ehivet Gbagbo
- Désiré Asségnini Tagro
- Christine Adjobi